# Тенерифе-Северный
Аэропорт Тенерифе-Северный (исп. Aeropuerto de Tenerife Norte) (ИАТА: TFN, ИКАО: GCXO) — международный аэропорт, расположенный на севере острова Тенерифе (архипелаг Канарских островов), близ города Сан-Кристобаль-де-ла-Лагуна.
Аэропорт является транспортным узлом междуостровной связи. Из него также выполняются рейсы в Европу, Южную Америку, однако самым оживлённым является маршрут Тенерифе — Гран-Канария (в среднем 40 полётов в день).
В аэропорту всего одна ВПП длиной 3170 метров, покрытие — асфальт.

## Терминал

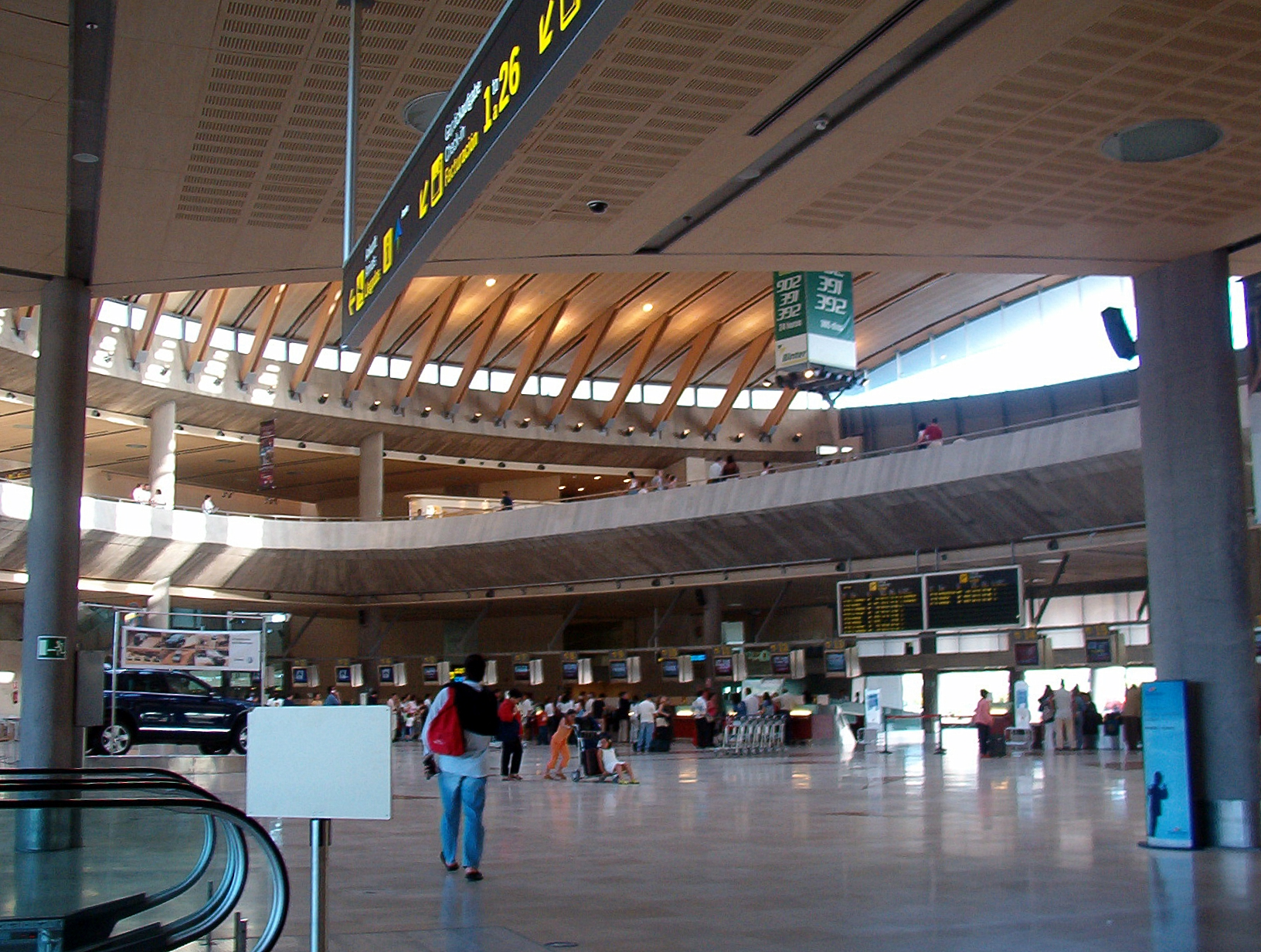
Новый терминал аэропорта Лос-Родеос

Новый терминал был открыт в 2003 году. Комплекс включает в себя автостоянку, пандусы автострады, и четырёхэтажное здание терминала с 12 воротами. Терминал оборудован шестью телескопическими трапами. Аэропорт восстановил статус международного, когда начались полёты в Каракас. Внутренние полёты между островами были возобновлены в 2005 году.

## Пассажиропоток
В 2004 году пассажиропоток составил 3,3 миллиона человек, к 2005 году он вырос до 3,8 миллионов, а в 2006 году превысил 4 миллиона.

## Происшествия
В воскресенье 3 декабря 1972 года в аэропорту Лос-Родеос на острове Тенерифе (Канарские острова) при взлёте потерпел катастрофу Convair CV-990-30A-5 Coronado компании Spantaxrues, в результате чего погибли 155 человек. На момент событий это была крупнейшая авиакатастрофа в Испании.
27 марта 1977 года в аэропорту Лос-Родеос произошла крупнейшая в мировой истории (за исключением событий 11 сентября 2001) по количеству жертв авиакатастрофа: на ВПП в тумане столкнулись два Боинга 747. Погибло 583 человека.
Катастрофа Boeing 727 на Тенерифе — авиационная катастрофа, произошедшая в пятницу 25 апреля 1980 года на острове Тенерифе (Канарские острова) с участием Boeing 727-46 британской Dan-Air Servicesruen, при этом погибли 146 человек. Крупнейшая катастрофа в истории авиации Великобритании.